# Temple (Kings of Leon)
Temple is een nummer van de Amerikaanse rockband Kings of Leon uit 2014. Het is de derde single van hun zesde studioalbum Mechanical Bull.
"Temple" kreeg positieve recensies van muziekcritici. Het Britse muziektijdschrift Clash vergeleek het nummer met het werk The Cure. Desondanks wist de plaat in zowel de Verenigde Staten als het Verenigd Koninkrijk geen hitlijsten te bereiken. In Nederland bereikte het wel de 15e positie in de Tipparade.